# Štefan Tomšič
Štefan Tomšič, slovenski učitelj, * 22. februar 1853, Dolenje Podpoljane, † 20. oktober 1915, Ljubljana.

## Življenje in delo
Tomšič je učiteljsko službo najverjetneje nastopil 1874 v Tunjicah, kjer je 1876 zabeležen kot provizorični učitelj, 1879–1881 je bil v Sodražici, 1887 nadučitelj v Starem Logu, 1889–1892 v Vipavi ter od 1892–1911 v Ribnici. Napisal je knjigo Kočevsko okrajno glavarstvo, zemljepisno-zgodovinski opis (1887, v sovatorstvu s Fr. Ivancem). Delo, ki sta si ga avtorja zamislila kot »poučno berilo, ne kot učeno knjigo«, opisuje poleg pregleda vsega okraja v treh odmerjenih poglavjih še posamezne občine: kočevsko, velikolaško in ribniško) in njihova naselja ter prinaša zemljepisne, gospodarske in zgodovinske podatke, pri tem pa poseben poudarek posveča razvoju in stanju šolstva. 